# Otto Weininger
Otto Weininger (ur. 3 kwietnia 1880 w Wiedniu, zm. 4 października 1903 w Wiedniu) – filozof austriacki, pochodzący z ortodoksyjnej rodziny żydowskiej.

## Życiorys
Najsłynniejszą jego pracą jest książka Płeć i charakter (1903), w której postawił tezę, że w każdym człowieku istnieje zarówno pierwiastek męski, jak i żeński, przy czym ten pierwszy utożsamia on z moralnością i logiką, drugi zaś – z próżnością, chucią i brakiem wiedzy. Wspomina też o podobnym podziale pomiędzy religią chrześcijańską a żydowską – chrześcijan porównuje do mężczyzn, żydów zaś – do kobiet. Sam Weininger, choć z pochodzenia Żyd, w 1902 stał się chrześcijaninem (protestantem).
Weininger uważał kobiety za istoty tak nikczemne, iż jego zdaniem „słusznie nic tak wielkiej nie budzi pogardy, jak mężczyzna, co się w kobietę przeistoczył”.
Płeć i charakter zyskała sławę po spektakularnym samobójstwie 23-letniego autora – zastrzelił się w wynajętym w tym celu pokoju, w którym zmarł Beethoven – wkrótce po wydaniu książki. Sam zaś Weininger zyskał w ten sposób popularność w środowisku ówczesnej bohemy.

## Literatura w języku polskim
- Otto Weininger, Płeć i Charakter, Nakładem Księgarni L. Fiszera, Łódź 1921
- Otto Weininger, Płeć i Charakter, Biblioteka Dzieł Naukowych, Warszawa 1926
- Otto Weininger, Płeć i Charakter, Sagittarius, Warszawa 1994
- (praca zbiorowa), Literatury wschodniosłowiańskie w kręgu europejskich idei estetyczno-filozoficznych, WO, Opole 2007